# Bosna i Hercegovina na OI 2008.
Bosnu i Hercegovinu je na ljetnim olimpijskim igrama 2008. u Pekingu predstavljalo pet natjecatelja. Šesta natjecateljica koja je trebala nastupiti na Olimpijskim igrama, dizačica utega Olivera Jurić, suspendirana je radi korištenja dopinga.
Državnu zastavu na otvaranju igara je nosio džudist (judoka) Amel Mekić.
Najzapaženiji rezultat su ostvarili džudist Amel Mekić koji je u četiri nastupa imao dvije pobjede, te atletičarka Lucija Kimani koja je trčeći maraton ostvarila novi rekord Bosne i Hercegovine - 2:35:47.

## Atletika
Trkačke discipline
| Natjecatelj   | Disciplina | Kv. 1. krug | Kv. 1. krug | Kv. 2. krug | Kv. 2. krug | Poluzavršnica | Poluzavršnica | Završnica | Završnica | Napomena                   |
| Natjecatelj   | Disciplina | Vrijeme     | Pozicija    | Vrijeme     | Pozicija    | Vrijeme       | Pozicija      | Vrijeme   | Pozicija  | Napomena                   |
| ------------- | ---------- | ----------- | ----------- | ----------- | ----------- | ------------- | ------------- | --------- | --------- | -------------------------- |
| Lucija Kimani | Maraton    |             |             |             |             |               |               | 2:35:47   | 42.       | Novi nacionalni rekord BiH |

Bacačke discipline
| Natjecatelj | Disciplina    | Kvalifikacije | Kvalifikacije | Završnica       | Završnica       |
| Natjecatelj | Disciplina    | Rezultat      | Pozicija      | Rezultat        | Pozicija        |
| ----------- | ------------- | ------------- | ------------- | --------------- | --------------- |
| Hamza Alić  | Bacanje kugle | 19.87         | 17.           | Nije napredovao | Nije napredovao |

## Džudo
| Natjecatelj | Disciplina | Kvalifikacije      | 1. krug                                | 1/8 završnice                            | Četvrtzavršnica    | Poluzavršnica      | Završnica          | Repasaž 1. krug                    | Repasaž četvrtzavršnica              | Repasaž poluzavršnica | Borba za broncu    |
| Natjecatelj | Disciplina | Protivnik Rezultat | Protivnik Rezultat                     | Protivnik Rezultat                       | Protivnik Rezultat | Protivnik Rezultat | Protivnik Rezultat | Protivnik Rezultat                 | Protivnik Rezultat                   | Protivnik Rezultat    | Protivnik Rezultat |
| ----------- | ---------- | ------------------ | -------------------------------------- | ---------------------------------------- | ------------------ | ------------------ | ------------------ | ---------------------------------- | ------------------------------------ | --------------------- | ------------------ |
| Amel Mekić  | -100 kg    |                    | Alder Volmar (SAD) 0200 - 0000 Pobjeda | Askhat Zhitkeyev (KAZ) 0010 - 1001 Poraz | Nije napredovao    | Nije napredovao    | Nije napredovao    | Al-Enezi (KUV) 1100 - 0001 Pobjeda | Daniel Hadfi (MAĐ) 0011 - 1001 Poraz | Nije napredovao       | Nije napredovao    |

## Plivanje
| Natjecatelj | Disciplina  | Skupina | Skupina  | Poluzavršnica   | Poluzavršnica   | Završnica       | Završnica       |
| Natjecatelj | Disciplina  | Vrijeme | Pozicija | Vrijeme         | Pozicija        | Vrijeme         | Pozicija        |
| ----------- | ----------- | ------- | -------- | --------------- | --------------- | --------------- | --------------- |
| Nedim Nišić | 100m leptir | 57.16   | 7        | Nije napredovao | Nije napredovao | Nije napredovao | Nije napredovao |

## Streljaštvo
| Natjecatelj    | Disciplina                 | Kvalifikacije | Kvalifikacije | Završnica       | Završnica       | Pozicija |
| Natjecatelj    | Disciplina                 | Rezultat      | Pozicija      | Rezultat        | Pozicija        | Pozicija |
| -------------- | -------------------------- | ------------- | ------------- | --------------- | --------------- | -------- |
| Nedžad Fazlija | Zračna puška 10m           | 588           | 35.           | Nije napredovao | Nije napredovao | 35       |
| Nedžad Fazlija | 50 m rifle Prone           | 586           | 45.           | Nije napredovao | Nije napredovao | 45.      |
| Nedžad Fazlija | 50 m Rifle Three Positions | 1148          | 43.           | Nije napredovao | Nije napredovao | 43.      |